# Eva Viehmann
Pour les articles homonymes, voir Viehmann.
Eva Viehmann, née Mierendorff (née en 1980) est une mathématicienne allemande, spécialiste de géométrie algébrique arithmétique.

## Carrière
Eva Viehmann étudie à partir de 1998, en tant que boursière de la Studienstiftung des deutschen Volkes à l'université de Bonn en mathématiques, où elle sort diplômée de 2003. En 2005, elle obtient son doctorat de mathématiques , sous la direction de Michael Rapoport sur le thème On affine Deligne-Lusztig varieties for {\displaystyle GL_{n}}. Elle travaille en tant que chercheuse postdoctorale à l'université Paris-Sud. De 2006 à 2012, elle est collaboratrice scientifique à l'Université de Bonn (à partir de 2007, en tant que conseillère académique), et en 2010 elle passe son habilitation. En 2011/12, elle est boursière « Heisenberg » et en 2008 elle travaille à l'université de Chicago. En 2012, elle est professeure d'algèbre à l'université technique de Munich.
Elle travaille sur les variétés de Shimura et au Programme de Langlands.

## Prix et distinctions
Elle est conférencière invitée au congrès international des mathématiciens en 2018 à Rio de Janeiro. Elle est membre de la Junge Akademie de l'académie des sciences de Berlin-Brandebourg et de la Leopoldina. En 2011, elle reçoit une bourse du conseil européen de la recherche. En 2012, elle est lauréate du prix von-Kaven. En 2005, elle reçoit le prix Felix Hausdorff de l'Université de Bonn.

## Sélection de publications
- « The dimension of some affine Deligne-Lusztig varieties », Annales scientifiques de l'École normale supérieure, vol. 39, 2006. p. 513-526, Arxiv
- « Moduli spaces of p-divisible groups », Journal of Algebraic Geometry, vol. 17, 2008, p. 341-374, Arxiv
- « Connected components of closed affine Deligne-Lusztig varieties », Math. Ann., vol. 340, 2008. p. 315-333, Arxiv
- avec Urs Hartl : « The Newton stratification on deformations of local G-shtukas », Journal für die reine und angewandte Mathematik, vol. 656, 2011, p. 87-129, Arxiv
- avec Robert Kottwitz : « Generalized affine Springer fibers », Journal of the Institute of Mathematics of Jussieu, vol. 11, 2012, p. 569-609, Arxiv
- avec U. Hartl : « Foliations in deformation spaces of local G-shtukas », Advances in Mathematics, vol. 229, 2012, p. 54-78, Arxiv
- « Newton strata in the loop group of a reductive group », American Journal of Mathematics, vol. 135, 2013, p. 499-518, Arxiv
- avec Torsten Wedhorn (de) : « Ekedahl-Oort and Newton strata for Shimura varieties of PEL type », Math. Ann., vol. 356, no 4, 2013, p. 1493–1550, Arxiv
- « Truncations of level 1 of elements in the loop group of a reductive group », Annals of Mathematics, vol. 179, 2014, p. 1009-1040, Arxiv
- avec M. Rapoport : « Towards a theory of local Shimura varieties », Münster Journal of Mathematics, vol. 7, 2014 (On the occasion of P. Schneider's 60th birthday), p. 273-326, Arxiv
- avec Miaofen Chen et Mark Kisin (de) : « Connected components of affine Deligne-Lusztig varieties in mixed characteristic », Compositio Mathematica, vol. 151, 2015, p. 1697-1762, Arxiv
- On the geometry of the Newton stratification, Arxiv 2015

## Liens
- Sa page à l'université technique de Munich
- Academia.net